# Chief of the Defence Staff (Vereinigtes Königreich)

Flagge des Chief of the Defence Staff

Der britische Chief of the Defence Staff ist als Chef des Verteidigungsstabes der militärische Befehlshaber der Streitkräfte des Vereinigten Königreichs und oberster militärischer Berater des Verteidigungsministers und der Regierung. In dieser Funktion berichtet er dem Verteidigungsminister sowie dem Premierminister.

## Geschichte und Zuständigkeiten
Der Posten des Chief of the Defence Staff wurde 1959 geschaffen, um das neue Konzept gemeinsamer Operationen umzusetzen, das im Vordergrund des Zweiten Weltkrieges stand. Der erste Amtsinhaber, Marshal of the Royal Air Force William Forster Dickson, war bereits seit 1956 Vorsitzender des Ausschusses der Stabschefs. Einen derartigen personenbezogenen Posten gab es vor 1956 nicht, so dass die Stabschefs der drei Teilstreitkräfte British Army, Royal Navy und Royal Air Force bei ihren Treffen den Vorsitz abwechselnd übernahmen. Seit der Schaffung des Postens 1959 erfolgte die Ernennung des Chief of the Defence Staff bis Mitte/Ende der 1979 nach einem strikten Rotationssystem zwischen den drei Teilstreitkräften. Der erste Bruch in diesem Rotationssystem erfolgte nach dem unerwarteten Tod von Marshal of the Royal Air Force Andrew Humphrey, der am 24. Januar 1977 nach nur 92 Tagen im Amt verstarb. In den 1980er Jahren bekleideten die beiden Flottenadmirale Terence Lewin und John Fieldhouse den Posten über einen gesamten Zeitraum von sechs Jahren. In den letzten Jahren erfolgte eine Bevorzugung bei der Besetzung durch Generale des Heeres.
Seit der Schaffung des Postens wurde der jeweilige Amtsinhaber bis 1997 zugleich auch immer in den höchsten Dienstgrad seiner jeweiligen Teilstreitkraft befördert, also zum Marshal of the Royal Air Force, Admiral of the Fleet oder Field Marshal und damit in einen Dienstgrad nach dem NATO-Rangcode OF-10. Nach Beendigung des Kalten Krieges und der damit verbundenen Reduzierung der Truppenstärke der Streitkräfte sowie aus dem zusätzlichen Grund, dass in Friedenszeiten keine Fünf-Sterne-Dienstgrade vergeben werden sollen, hat der jeweilige Amtsinhaber einen dem NATO-Rangcode OF-9 entsprechenden Dienstgrad als Admiral, General oder Air Chief Marshal.
Der Chief of the Defence Staff ist in erster Linie zusammen mit dem Ständigen Sekretär des Verteidigungsministeriums (Permanent Secretary) verantwortlich für die Verteidigung sowie Erarbeitung von Verteidigungsstrategien, einschließlich der zukünftigen Entwicklung der Streitkräfte und legte diese zusammen mit dem Ständigen Sekretär dem Verteidigungsminister vor. Als strategischer Befehlshaber der Streitkräfte leitet er ferner aktuelle militärische Operationen und pflegt die Beziehungen mit den Streitkräften anderer Staaten.
Darüber hinaus ist der Chief of Defence Staff Vorsitzender des Verteidigungsstabes, dem neben ihm der Stellvertretende Chef des Verteidigungsstabes (Vice-Chief of the Defence Staff) sowie die drei Stabschefs der Teilstreitkräfte an. Dies sind der Chef des Heeresstabes (Chief of the General Staff of the British Army), der Erste Seelord und Chef des Marinestabes (First Sea Lord & Chief of Naval Staff of the Royal Navy) sowie der Chef des Luftwaffenstabes (Chief of the Air Staff of the Royal Air Force).
Derzeitiger Chief of the Defence Staff ist Admiral Sir Tony Radakin.

## Liste der Chiefs of the Defence Staff
| Dienstgrad                     | Name                                            | Teilstreitkraft | Beginn der Amtszeit | Ende der Amtszeit  | Amtsdauer         |
| ------------------------------ | ----------------------------------------------- | --------------- | ------------------- | ------------------ | ----------------- |
| Marshal of the Royal Air Force | William Forster Dickson                         | Royal Air Force | 1. Januar 1959      | 12. Juli 1959      | 192 Tage          |
| Admiral of the Fleet           | Louis Mountbatten, 1. Earl Mountbatten of Burma | Royal Navy      | 13. Juli 1959       | 15. Juli 1965      | 6 Jahre, 2 Tage   |
| Field Marshal                  | Richard Hull                                    | British Army    | 16. Juli 1965       | 4. August 1967     | 2 Jahre, 19 Tage  |
| Marshal of the Royal Air Force | Samuel Charles Elworthy                         | Royal Air Force | 4. August 1967      | 8. April 1971      | 3 Jahre, 247 Tage |
| Admiral of the Fleet           | Peter Hill-Norton                               | Royal Navy      | 9. April 1971       | 21. Oktober 1973   | 2 Jahre, 195 Tage |
| Field Marshal                  | Michael Carver                                  | British Army    | 21. Oktober 1973    | 23. Oktober 1976   | 3 Jahre, 2 Tage   |
| Marshal of the Royal Air Force | Andrew Humphrey                                 | Royal Air Force | 24. Oktober 1976    | 24. Januar 1977    | 92 Tage           |
| Admiral of the Fleet           | Edward Ashmore                                  | Royal Navy      | 9. Februar 1977     | 30. August 1977    | 202 Tage          |
| Marshal of the Royal Air Force | Neil Cameron                                    | Royal Air Force | 31. August 1977     | 31. August 1979    | 2 Jahre, 0 Tage   |
| Admiral of the Fleet           | Terence Lewin                                   | Royal Navy      | 1. September 1979   | 30. September 1982 | 3 Jahre, 29 Tage  |
| Field Marshal                  | Edwin Bramall                                   | British Army    | 1. Oktober 1982     | 31. Oktober 1985   | 3 Jahre, 30 Tage  |
| Admiral of the Fleet           | John Fieldhouse                                 | Royal Navy      | 1. November 1985    | 9. Dezember 1988   | 3 Tage, 38 Tage   |
| Marshal of the Royal Air Force | David Craig                                     | Royal Air Force | 9. Dezember 1988    | 1. April 1991      | 2 Jahre, 113 Tage |
| Field Marshal                  | Richard Vincent                                 | British Army    | 2. April 1991       | 31. Dezember 1992  | 1 Jahr, 273 Tage  |
| Marshal of the Royal Air Force | Peter Robin Harding                             | Royal Air Force | 31. Dezember 1992   | 13. März 1994      | 1 Jahr, 72 Tage   |
| Field Marshal                  | Peter Inge                                      | British Army    | 15. März 1994       | 1. April 1997      | 3 Jahre, 17 Tage  |
| General                        | Charles Guthrie                                 | British Army    | 2. April 1997       | 15. Februar 2001   | 3 Jahre, 319 Tage |
| Admiral                        | Michael Boyce                                   | Royal Navy      | 16. Februar 2001    | 2. Mai 2003        | 2 Jahre, 75 Tage  |
| General                        | Michael Walker                                  | British Army    | 2. Mai 2003         | 28. April 2006     | 2 Jahre, 361 Tage |
| Air Chief Marshal              | Jock Stirrup                                    | Royal Air Force | 28. April 2006      | 29. Oktober 2010   | 4 Jahre, 184 Tage |
| General                        | David J. Richards                               | British Army    | 29. Oktober 2010    | 18. Juli 2013      | 2 Jahre, 271 Tage |
| General                        | Nicholas Houghton                               | British Army    | 18. Juli 2013       | 14. Juli 2016      | 2 Jahre, 363 Tage |
| Air Chief Marshal              | Stuart Peach                                    | Royal Air Force | 14. Juli 2016       | 11. Juni 2018      | 1 Jahr, 332 Tage  |
| General                        | Nick Carter                                     | British Army    | 11. Juni 2018       | 30. November 2021  | 3 Jahre, 172 Tage |
| Admiral                        | Tony Radakin                                    | Royal Navy      | 30. November 2021   | amtierend          |                   |